# Gustav Rawald
Friedrich Wilhelm Gustav Rawald (* 30. Juni 1812 in Nienburg (Saale); † 1892) war ein deutscher Weinhändler und Revolutionär.

## Leben
1839 kam Rawald nach Halle (Saale) und eröffnete dort das Weinlokal Rawald. Das Lokal entwickelte sich zum Treffpunkt des fortschrittlichen Bürgertums. Der rhetorisch begabte Rawald begründete den Demokratischen Volksverein und wurde zu einer der Führungsfiguren der Revolution 1848/1849 in Halle. Beim Demokraten-Kongress in Frankfurt am Main zu Pfingsten 1848 war er der einzige Vertreter der Provinz Sachsen. Ab dem Sommer 1848 gehörte Rawald zu den Herausgebern der Halleschen Demokratischen Zeitung.
Nach Ausschreitungen am 19. November 1848 in Halle wurden verschiedene revolutionäre Politiker verhaftet, darunter auch Rawald. Er wurde zu sechs Jahren Haft verurteilt, die er in der Zitadelle der Festung Magdeburg verbüßte. Nach seiner Entlassung gründete er mit anderen Unternehmern, darunter Moritz Kloss, 1857 die Freyburger Champagner-Fabrik-Gesellschaft, das Unternehmen wurde jedoch 1866 liquidiert. Moritz Kloss führte das Unternehmen dann ohne Rawald als Sektkellerei Kloss & Foerster weiter, daraus ging die noch heute bestehende Rotkäppchen Sektkellerei hervor.